# Otto Muehl
Otto Muehl (* 16. Juni 1925 geboren als Otto Mühl in Grodnau (Mariasdorf), Burgenland; † 26. Mai 2013 in Moncarapacho, Olhão, Portugal) war ein österreichischer Sexualstraftäter sowie ein Aktionskünstler und Vertreter des Wiener Aktionismus.
Ab 1970 machte er durch die Gründung einer reichianisch inspirierten Kommune, der Aktionsanalytischen Organisation (AAO), von sich reden, in der Zweierbeziehungen und Kleinfamilien abgeschafft wurden. Sie hatte bis zu 600 Mitglieder. Wegen Muehls autoritärem Auftreten verließen jedoch immer mehr Kommunarden die Gruppe. 
1991 wurde Otto Muehl in Österreich wegen Unzucht mit Minderjährigen und Verstoßes gegen das Suchtgiftgesetz zu sieben Jahren Haft verurteilt. Nach seiner Freilassung lebte er in der Algarve in Portugal.

## Leben

### Jugend und Malerei
1943 wurde Muehl nach dem Anschluss Österreichs als 18-Jähriger zur deutschen Wehrmacht eingezogen. Dort meldete er sich für eine Offiziersausbildung, wurde zum Leutnant befördert und nahm 1944 an verlustreichen Infanterieschlachten im Zuge der Ardennenoffensive teil.
Nach dem Krieg absolvierte er ein Lehramtsstudium in Deutsch und Geschichte, danach auch Kunstpädagogik an der Akademie der bildenden Künste Wien. Schon während seines Studiums arbeitete er als Maltherapeut.
Anfang der 1960er Jahre gelangte er von einer stark an Proportion und Komposition orientierten Malerei zur „Überwindung der Tafelmalerei durch die Darstellung ihres Vernichtungsprozesses“, zu rhizomatischen, oft hängenden und ganze Räume durchziehenden Gebilden aus Schrott, die er „Gerümpelskulpturen“ nannte, und schließlich zur „Materialaktion“.

### Wiener Aktionismus
1962 fand in Muehls Kelleratelier die erste aktionsähnliche Veranstaltung „Die Blutorgel“ statt, an der Muehl sowie Adolf Frohner und Hermann Nitsch beteiligt waren. Die Idee wurde im Frühjahr 1963 zusammen mit Nitsch im „Fest des psycho-physischen Naturalismus“ radikalisiert. In einem programmatischen Aufsatz zum „psycho-physischen Naturalismus“ heißt es u. a.: „Manchmal [habe ich] das Bedürfnis, mich wie eine Sau im Schlamm zu wälzen. Mich provoziert jede glatte Fläche, sie mit intensivem Leben zu beschmutzen. Ich krieche auf allen Vieren darauf herum und schleudere den Dreck nach allen Richtungen.“
Im Herbst führte Muehl in seinem Wohnatelier vor der Kamera seine erste Materialaktion, „Versumpfung eines weiblichen Körpers“, durch. Die Aktion „Versumpfung einer Venus“ war im Rahmen des „Festes des psycho-physischen Naturalismus“, das Muehl zusammen mit Hermann Nitsch veranstaltet hatte, geplant gewesen, konnte aber wegen polizeilicher Intervention nicht stattfinden.
Von 1964 bis 1966 führte Muehl zahlreiche sogenannte „Materialaktionen“ durch, die zum Teil vom Filmemacher Kurt Kren, zum Teil vom Fotografen Ludwig Hoffenreich festgehalten wurden. 1966 entwickelte er in enger Zusammenarbeit mit Günter Brus einen neuen Aktionstyp, bei dem der Körper selbst und seine Funktionen als das eigentliche Material begriffen werden. Diese Aktionsform war stark politisiert, Muehl formulierte dazu das „aktions-politische“ Programm „Zock“.
Beim ZOCK-Fest am 17. April 1967 zertrümmerte Muehl eine Kücheneinrichtung auf der Bühne, danach wurde ein Lammkadaver mit roter Farbe übergossen, es entstand ein Chaos. Im Juni 1968 organisierten Muehl, Brus und Oswald Wiener zunächst im Hörsaal 1 des NIG (Neues Institutsgebäude) der Wiener Universität die Aktionsveranstaltung „Kunst und Revolution“, die als „Uniferkelei“ bekannt wurde. Dazu gehörte die Pissaktion Muehls, wobei drei nackte Männer um die Wette urinieren. Die erreichten Weiten wurden gemessen und an der Tafel notiert.
Im Zusammenhang mit seinen Veranstaltungen kam es zu Protesten und gerichtlichen Auseinandersetzungen. So wurde eine geplante Aktion in Bremen, bei der ein Schwein geschlachtet werden sollte, von Tierschützern vereitelt, worauf gegen den Retter des Schweins ein Gerichtsverfahren eröffnet wurde, bei dem es allerdings hauptsächlich darum ging, wer rechtmäßiger Eigentümer des Tieres war. Am 17. Dezember 1969 wurden bei einer Aktion mit Hermann Nitsch in der Kunsthochschule Braunschweig auf Einladung des AStA ein Schwein im Bett mit einer Axt geschlachtet und dabei Blut, diverse Materialien, Urin und Kot über eine nackte Frau geschüttet, dazu Weihnachtslieder über Lautsprecher gespielt. Ein Ermittlungsverfahren der Staatsanwaltschaft beim Landgericht Braunschweig gegen Otto Muehl, der bei dem „Schweinerei-Happening“ selbst auch nackt mitgewirkt hatte, wurde am 6. März 1970 eingestellt.
Die Aktionen wurden von der Presse als Skandal dargestellt und führten schließlich zu Haftstrafen für Brus, Muehl und Wiener. Brus wurde wegen „Herabwürdigung der österreichischen Staatssymbole“ verurteilt und emigrierte nach Berlin.
Muehl führte einige psychodramatische Aktionen mit sexueller Dynamik durch und begann in einem Reflexionsprozess, seine Idee der „Aktion“ von der sich als Kunstform etablierenden Happening- und Fluxus-Kunst abzugrenzen. Er folgte einer Reihe von Einladungen, u. a. in die USA, an Universitäten und in Ausstellungen Aktionen durchzuführen. Er sah im „Happening eine durchaus bürgerliche Kunst, eben Kunst. Wir wollen diese blödsinnige Kunst überwinden“.
Die lose organisierten Aktivitäten dieser Zeit wurden in der Kunstgeschichte später unter dem Begriff Wiener Aktionismus als eigene Form behandelt. Aktionen in diesem Sinne führte Muehl bis auf eine Ausnahme nach 1970 in der Öffentlichkeit nicht mehr durch, wohl aber in seiner Kommune auf dem Friedrichshof.

### Muehls Kommune

#### Gründung der Kommune
1970 suchte Otto Muehl nach alternativen Lebensformen. Nachdem seine Ehe geschieden worden war und engere Freunde der Einladung, eine Künstlerwohngemeinschaft zu gründen, nicht gefolgt waren, ließ er junge Leute, die er von seinen Aktionen kannte, bei sich wohnen. Seine 120 m² große Wohnung auf der Wiener Praterstraße 32 verwandelte sich in ein Auffanglager für junge Künstler, Studenten und skurrile Existenzen am Rande der Gesellschaft. 1971 hatte sich ein fester Kern von etwa zehn Personen gebildet, die Gelegenheitsjobs nachgingen. Otto Muehl verdiente nach wie vor sein Geld durch Nachhilfestunden.

#### Aktionsanalyse und Selbstdarstellung
Nachdem in der Kommune die ersten Gruppenanalysen unter Anleitung des Therapeuten Josef Dvorak, den Muehl aus der Zeit seiner eigenen Gesprächsanalyse Anfang der 1960er Jahre gut kannte, misslungen waren, begann Muehl, sich selbst als Therapeut anzusehen. Die Kommune experimentierte unter seiner Anleitung mit Psychoanalyse und reichianischer Körperarbeit. Daraus, angeregt durch Schriften Wilhelm Reichs, vor allem aber durch die Therapiemethoden von Fritz Perls Gestalttherapie, Alexander Lowen (Bioenergetische Analyse) und Arthur Janov (Urschreitherapie), entwickelte sich die „Aktionsanalyse“. Diese wurde ein wesentlicher Bestandteil des auf „freier Sexualität“, „gemeinsamem Eigentum“, „gemeinsamem Kinderaufwachsen“ und „Förderung der gestalterischen Kreativität“ aufgebauten Kommunenlebens. Es gab auch den Slogan von der „Entpanzerung des Ichs“. Dabei wurde auch physische Gewalt ausgeübt, wie etwa als Experiment in einigen Einzelfällen die sogenannte „Watschenanalyse“, bei der Ohrfeigen zum Wiedererleben der Kindheit und dadurch zur Brechung der „Körperpanzerung“ nach Wilhelm Reich führen sollten.
Später wurde die „Aktionsanalyse“ zur sogenannten „Selbstdarstellung“ weiterentwickelt, die vor der im Kreis versammelten Gruppe, begleitet durch Musik und Trommeln, praktiziert wurde. Sie wurde zu einem wesentlichen Mittel der Kommunikation und Organisation innerhalb der größer werdenden Kommune. Dadurch bestand für die Mitglieder der Gruppe stets ein gewisser Druck, ihre kreativen Fähigkeiten, etwa in Theater, Musik, auch als Koch, als Modedesigner oder auch nur als integrative, charmante Person zu entwickeln.

#### Hierarchien
Konzeptionelle Grundlage war die Überzeugung, dass Hierarchien überall in der Gesellschaft bestehen, aber nur verborgen aufgebaut und unterhalten werden. Die Muehl-Kommune wollte dies nun umkehren: Hierarchien wurden ganz bewusst und offen verhandelt und gestaltet. Die Position des Einzelnen in der Gruppenstruktur wurde dazu turnusmäßig, z. B. wöchentlich, neu bestimmt, indem jeder Anwärter auf einen Aufstieg Gelegenheit bekam, seine gestalterischen Fähigkeiten in der Gruppe zu präsentieren, durch Gesang, Musik, Schauspielerei und anderes.
Die soziale, kommunikative und dadurch auch sexuelle Attraktivität bestimmte die Position in der Gruppe: „Bei uns wurde offen ausgesprochen, wer zur Zeit besonders gut beim Sex drauf war. Und selbstverständlich wollten dann viele mit den beliebtesten Sexidolen eine Verabredung haben.“ Kritiker werten diese Hierarchie als Disziplinierungsinstrument, das bei den Unterlegenen zum Verlust an Selbstvertrauen führte.

#### Ablehnung von Zweierbeziehungen
Die grundsätzliche Ablehnung von Zweierbeziehungen entstand erst im Mai 1973, als Muehl von einer Reise in die USA zurückkam und feststellen musste, dass seine Freundin Elke inzwischen die Kommune verlassen hatte. Muehl setzte durch, dass alle Kommunarden ihre Zweierbeziehungen auflösten; einige Paare, die sich nicht trennen wollten, verließen die Gruppe.
Zweierbeziehungen wurden danach nur noch als Kompensation der „erlebten Lieblosigkeit“ in der Kindheit in der „Kleinfamiliengesellschaft“ angesehen und abgelehnt.

#### Etablierung der Kommune
Schnell wurde die Muehl-Kommune in der Wiener Anarcho- und Kunstszene bekannt. Die Mischung aus Psychoanalyse und Aktionismus war für viele attraktiv, die Gruppe vergrößerte sich und wurde zu einer nach außen selbstbewusst auftretenden Gemeinschaft. Zum Markenzeichen aller Kommunarden wurden der Kurzhaarschnitt und die Latzhose.

#### Der Friedrichshof
Der Friedrichshof war der verfallene Rest eines ehemals großen Landgutes von Erzherzog Friedrich, einsam in der Parndorfer Platte gelegen, im Burgenland rund 60 Kilometer südöstlich von Wien, ohne Strom- und Wasseranschluss. Er wurde im Herbst 1972 gekauft und bis 1974 so weit ausgebaut, dass die wachsende Kommune dorthin umziehen konnte. In der Folgezeit bis zum Jahre 1979 kam es zu einem starken Zuzug von Interessenten.
Auf dem Friedrichshof selbst konnten bis zu 240 Personen leben. Es wurde eine leistungsfähige biologische Kläranlage gebaut, Strom und Telefon von außen zugeführt, eine eigene Schule (später mit Öffentlichkeitsrecht) errichtet sowie diverse Werkstätten (Tischlerei, Mechaniker), ein Transportunternehmen (meist Entrümpelungen) und eine kleine Landwirtschaft (Schweinezucht mit bis zu acht Muttersauen und ein großer Garten zur Eigenversorgung) betrieben. Es gab auch eine Behindertengruppe rund um Muehls spastische Tochter Lili, deren Mutter seine spätere Frau Claudia war.

#### Stadtkommunen und Gemeinschaftseigentum
Es entstanden ab 1976 Stadtkommunen in Wien, München, Genf, Paris, Nürnberg, Hamburg, Bremen, Berlin und Oslo mit jeweils bis zu 40 Mitgliedern. Der Friedrichshof war als sozio-kulturelles Zentrum Muehls der Hauptanziehungspunkt.
Das Prinzip des Gemeinschaftseigentums – es gibt keinen Privatbesitz, alles, sogar die Kleidung, gehört der Kommune – wurde auf die Gesamtheit der Kommunen, die sich ab 1976 AAO nannte, ausgeweitet.
1978 wurde aufgrund leerer Kassen das Prinzip des Gemeinschaftseigentums für beendet erklärt. Gemeinschaftsbetriebe wurden aufgelöst, die Kommunarden sollten in ihre gelernten Berufe zurückkehren.  Auch die „AAO“ wurde im Frühjahr 1978 offiziell aufgelöst – da die Kommune aber weiter existierte, wurde sie von der Öffentlichkeit weiter so bezeichnet.
Als Mitte der 1980er Jahre einige Stadtgruppen mit dem Verkauf von Steuersparmodellen und Finanzanlagen hohe Einnahmen erzielten, wurde das Gemeinschaftseigentum wieder eingeführt, und das Geld floss an den Friedrichshof.

#### Höhepunkt in den frühen 1980er Jahren
1983 war die Kommune auf rund 600 Mitglieder angewachsen, die auf dem Friedrichshof oder in einer der etwa 20 bis 25 Stadtgruppen lebten. Otto Muehl, der den Friedrichshof nur selten verließ, sicherte seinen Einfluss durch den Einsatz von Gruppenleitern, die turnusmäßig zwischen den Stadtgruppen und dem Friedrichshof wechselten.
Die Kommune wurde wegen des Gemeinschaftseigentums und der freien Sexualität von ihren Gegnern als „Sekte“ bezeichnet. Die Öffentlichkeitsarbeit mit Vorträgen oder Versuchsgruppen mit Selbstdarstellung für Gäste wurde daraufhin reduziert und ab 1984 ganz eingestellt. Neue Mitglieder wurden nicht mehr aufgenommen, was zur Isolation der Kommune führte.
Die Wohnorte der Mitglieder wurden nach wirtschaftlichen Gesichtspunkten festgelegt. Kleine und unrentable Standorte wurden aufgelöst, ihre Mitglieder auf die erfolgreichsten Großgruppen in Zürich, München, Düsseldorf und Berlin verteilt.
Immer mehr Kinder kamen auf die Welt. Mitte der 1980er Jahre lebten bereits über 80 Kinder auf dem Friedrichshof und besuchten den Projektunterricht der kommuneeigenen Privatschule. Oft wurden sie von ihren Müttern getrennt, um das Entstehen von Kleinfamilien, die ja als die Wurzel allen Übels galten, zu verhindern. Die Väter waren ohnehin meist nicht bekannt und wurden damals auch nicht festgestellt.
Die Größe des Kollektivs, zusammen mit der Kollektivierung von Eigentum und Sexualität, führte zu einem Mangel an Intimität, Rückzugsmöglichkeiten und Selbstbestimmung.

#### Spätzeit der Kommune ab 1985
Ab 1985 begann eine, wie Theo Altenberg beschreibt, „völlig groteske Entwicklung“. Otto Muehl sah sich als Monarch und seinen 1985 geborenen Sohn als Thronfolger. Er machte keine interessanten Aussagen mehr, sondern wiederholte alte Heldengeschichten und sprach gerne über seine angebliche genetische Überlegenheit gegenüber anderen Männern. Gleichzeitig begann er, Kritiker in den eigenen Reihen zu bekämpfen, und forderte auf Versammlungen einfache Mitglieder auf, als Abweichler verdächtigte Führungsmitglieder anzugreifen. Immer mehr Menschen verließen die Gruppe, die Zahl der erwachsenen Kommunarden schrumpfte.
Muehl erklärte die Schweizerin Claudia Weissensteiner zu seiner „ersten“ Frau. Insgesamt hatte er elf Kinder mit verschiedenen Frauen gezeugt.
Nach der Reaktor-Katastrophe von Tschernobyl im Jahre 1986 kaufte die Kommune auf der spanischen kanarischen Insel La Gomera ein großes, abgelegenes Grundstück, eine Finca im Tal El Cabrito; ein Teil der Gruppe siedelte dorthin dauerhaft um, dem Rest der Gruppe stand es als Urlaubsrefugium zur Verfügung.

#### Auflösung der Kommune ab 1988
Kritische Ex-Kommunarden unterstützten nach ihrem Auszug aus der Kommune junge Frauen der zweiten Generation bei der Erstattung einer Anzeige wegen sexuellen Missbrauchs gegen Otto Muehl. Als die Staatsanwaltschaft daraufhin ab 1988 ermittelte, ließ Muehl die Tagebücher von Kommunarden ohne deren Wissen einsammeln und verbrennen, um Beweise zu vernichten. Die dabei entstandene Asche verwendete er als Material für von ihm erstellte sogenannte „Aschebilder“.
Viele unzufriedene Kommunarden wollten, wenn nicht die Kommune, so doch das Gemeinschaftseigentum auflösen, um mehr individuelle Freiheit zu gewinnen. Da Muehl sich noch lange weigerte, seinen Einfluss aufzugeben, konnten sie sich erst im Herbst 1989 gegen ihn durchsetzen. Das Gemeinschaftseigentum wurde in eine „Friedrichshof Wohnungsgenossenschaft“ eingebracht und gleich verteilt, um eine faire Lösung für ausscheidende Mitglieder zu finden. Die alte Führung wurde abgewählt. Die Kommune wurde aufgelöst, der Friedrichshof aufgeteilt für neu gebildete Familien. Viele Ex-Kommunarden zogen fort, dafür zogen andere Menschen, die nichts mit dem Projekt zu tun hatten, neu ein.
Auch Muehl lebte, aller Ämter enthoben, noch ein Jahr mit einer kleinen Gruppe auf dem Friedrichshof, bevor er 1991 in Untersuchungshaft genommen wurde.

### Gerichtsverfahren und Verurteilung
Im Jahre 1988 wurde in Österreich ein Strafverfahren gegen Otto Muehl eröffnet, in dem auch Kommune-Mitglieder gegen ihn aussagten. Die Anklage legte dar, dass das „gemeinsame Aufziehen des Nachwuchses“ für Muehl den sexuellen Missbrauch sowie die Vergewaltigung von Kindern und Jugendlichen beinhaltet habe. Zudem seien an Jugendliche Drogen weitergegeben worden.
Dem setzte Muehl entgegen, dass alle sexuellen Handlungen stets nach den selbstgesetzten Regeln der Gruppe erfolgt seien, wobei Kinder gelernt hätten, frühzeitig und bewusst mit ihrer Sexualität umzugehen. Dass dies einen klaren Widerspruch zu den Gesetzen in Österreich bildete und den Betroffenen lebenslang Schaden zufügte, wollte Muehl nicht anerkennen, und er wies Vorschläge seiner Berater, etwa durch Reue ein günstigeres Urteil zu erzielen, bis zuletzt ab.
Otto Muehl wurde 1991 „wegen Sittlichkeitsdelikten, Unzucht mit Minderjährigen bis hin zur Vergewaltigung, Verstößen gegen das Suchtgiftgesetz und Zeugenbeeinflussung“ zu sieben Jahren Freiheitsstrafe verurteilt, die er vollständig verbüßte. Der Staatsanwalt erklärte in seinem Plädoyer unter anderem: „Muehl hat Terror ausgeübt. … Otto Muehl hat mit Menschen experimentiert, er hat sie manipuliert. … Die Jugendlichen waren nicht freiwillig dort, er hatte ihnen die Eltern genommen und damit die Möglichkeit, die Kommune zu verlassen.“

### Muehl nach 1991
Auch in der Justizanstalt beschäftigte sich Muehl intensiv mit Arbeiten der bildenden Kunst und malte etwa 300 Bilder.
Eine nach Otto Muehls Strafentlassung von Claus Peymann initiierte Lesung Muehls im Wiener Burgtheater am 11. Februar 1998 wurde nochmals zum Anlass heftiger kulturpolitischer Debatten, unter anderem im Bundesrat, der Länderkammer des österreichischen Parlaments.
In der Folge zog sich Muehl ins Ausland zurück. Nach 1998 lebte er in einer Gruppe mit 14 Erwachsenen und deren Kindern in Faro in Portugal. Trotz einer fortschreitenden Parkinson-Krankheit entwickelte er ab 2002 die sogenannten Electric-painting-Filme, am Computer bemalte Digitalfotos von Aktionen, geschnitten zu Filmen, die seinen Alltag und sein Leben in der Gruppe thematisieren. Daneben entstanden Exzess-art-Objekte, bei denen Farbe direkt aus der Tube auf die Leinwand aufgetragen wird.
Das Wiener Museum für angewandte Kunst widmete ihm seit 1998 zwei große Einzelausstellungen. 2010 feierte Muehl seinen 85. Geburtstag, aus diesem Anlass zeigte das Leopold-Museum in Wien in einer umfangreichen Schau das Spätwerk Muehls. Bei der Eröffnungspressekonferenz dieser Ausstellung am 10. Juni 2010 entschuldigte sich Otto Muehl in einem offenen Brief erstmals bei seinen Opfern für seine sexuellen Übergriffe.
Er starb im Alter von 87 Jahren am 26. Mai 2013 in Portugal.

## Zitate
- „Ich habe in der Kommune schon Fehler gemacht, aber in der Sexualität sicher nicht.“ (Arte Metropolis, 8. Dezember 2001)
- „Warum sollte der Staat vorschreiben, ab wann man Sex haben darf?“ (FAZ, 22. Februar 2004)
- „Ich bin kein Kinderschänder. Das ist doch Blödsinn. Das waren alles entwickelte Mädchen.“[27] (2004)
- „Ich bringe die Darstellung der Opfer verdrängter Sexualität. Wird die Sexualität zu sehr verboten, ist der natürliche Weg verschüttet, sucht sich das Wasser andere Wege. Der Aktionismus wurde in Österreich von Beamten der Justiz und Polizei gründlich mißverstanden. Alle Aktionisten mussten mehrmals ins Gefängnis.“
- „Jeder fortschrittliche Pädagoge weiß, dass Strafen, selbst lebenslängliches Einsperren und Hinrichten von sogenannten Verbrechern, die ein gewalttätiges System sich selbst produziert, nichts bringt. Niemand wird als Verbrecher geboren. Eine Gesellschaft ohne Zwang kann nicht mit unmündigen, durch Dressur verunstalteten Kreaturen realisiert werden.“
- „… die Stellungnahme der Jugendlichen damals im Gerichtssaal machte mich fassungslos. Ich wollte sie befreien und habe sie mit sexueller Überschreitung stattdessen überrumpelt und gekränkt. Es war auf keinen Fall meine Absicht. Ich hoffe, dass sie mir verzeihen …“[25] (2010)

## Schriften
- Weg aus dem Sumpf. AA-Verlag, Nürnberg 1977, ISBN 3-85386-006-0. (Autobiographie)
- Aus dem Gefängnis. 1991–1997. Briefe / Gespräche / Bilder (Vorwort von Michel Onfray). Ritter, Klagenfurt 1997, ISBN 3-85415-214-0 (Interviews mit Danièle Roussel).
- mit Diethard Leopold (Hrsg.): Sammlung Leopold: 11. Juni 2010 bis 4. Oktober 2010, Leopold Museum (anlässlich der Ausstellung „Otto Muehl – Sammlung Leopold“), Brandstätter, Wien 2010, ISBN 978-3-85033-471-6.

## Film
- Die Kinder vom Friedrichshof. Die Kommune Otto Mühl. Dokumentarfilm, Deutschland, 2009, 81 Min., Buch und Regie: Juliane Großheim, Produktion: unafilm, arte, Erstausstrahlung: 18. Juli 2010 bei arte, Inhaltsangabe von arte
- Meine keine Familie. Dokumentarfilm, Österreich, 2013, 93 Min., Konzept und Regie: Paul-Julien Robert, Produktion: FreibeuterFilm, Uraufführung: 19. April 2013 im Gartenbaukino. Ausstrahlung am 2. November 2014 bei 3sat
- Fernseh-Sendung: „Menschen bei Maischberger: Die Psychotricks der Gurus: Glauben, Glück, Gehirnwäsche.“ 3. März 2015 (ab Minute 51) Verfügbar in www.ardmediathek.de bis 3. März 2016 | Quelle: Das Erste.
- My Talk with Florence Dokumentarfilm, Österreich, 2015, 129 Min., Buch und Regie: Paul Poet
- Servus Papa, See You in Hell, Spielfilm, Deutschland 2022, 116 Min., Regie: Christopher Roth, Buch: Christopher Roth und Jeanne Tremsal, mit Jana McKinnon als Jeanne und Clemens Schick als Otto[28]
- Hans Scheugl:  Otto Mühls Filme. 2013. https://scheugl.org/website-von-hans-scheugl-startseite/texte-von-hans-scheugl/otto-muhls-filme/